# St. Nikolaus (Au)

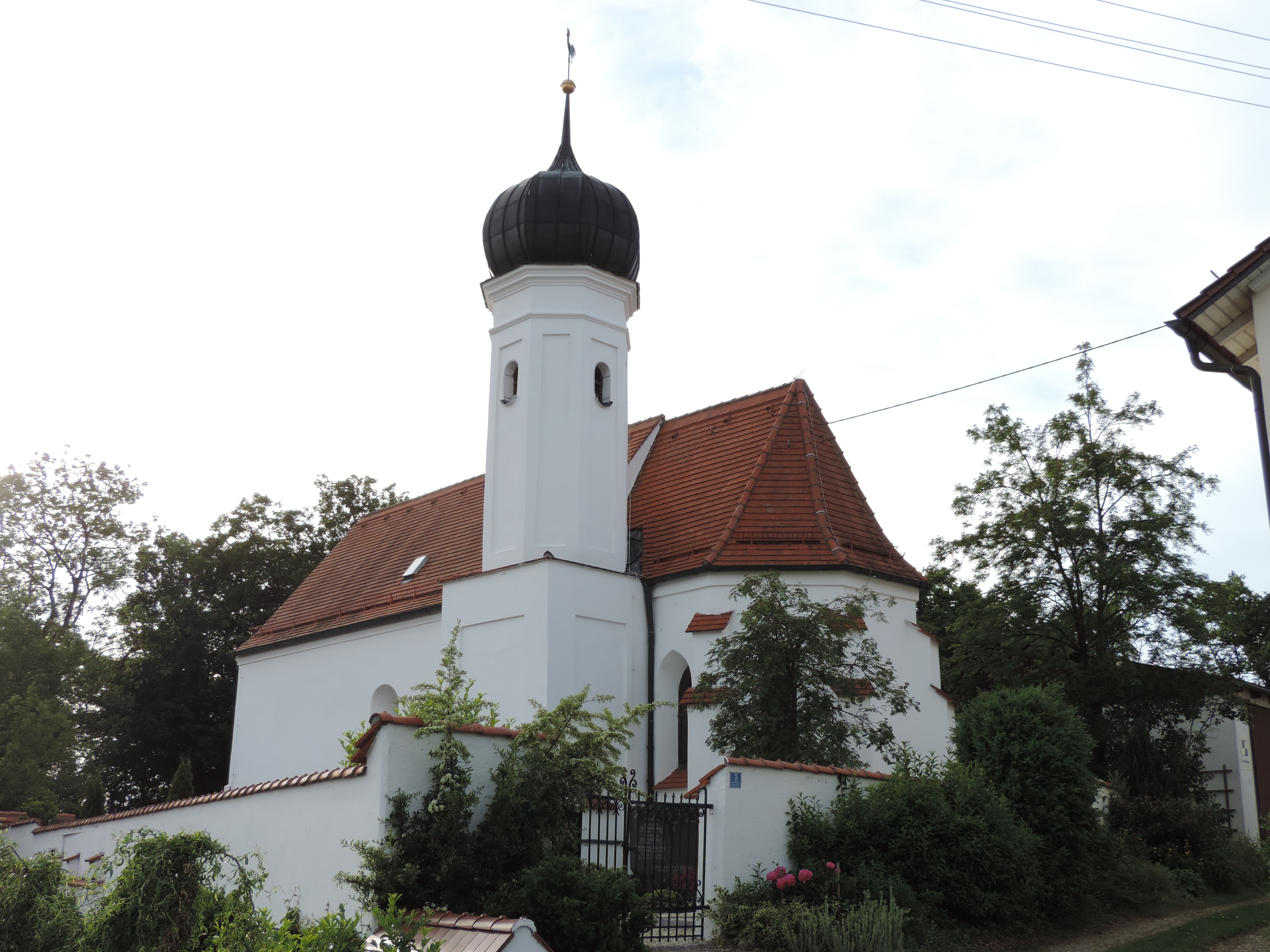
St. Nikolaus in Au

Die römisch-katholische Filialkirche St. Nikolaus steht in Au, einem Gemeindeteil von Rehling im schwäbischen Landkreis Aichach-Friedberg von Bayern. Das Bauwerk ist in der Liste der Baudenkmäler in Rehling als Baudenkmal unter der Nr. D-7-71-158-3 eingetragen. Die Kirchengemeinde gehört zum Bistum Augsburg.

## Beschreibung
Das Langhaus der Saalkirche stammt im Kern aus dem 12. Jahrhundert. Es wurde 1843 nach Westen verlängert. Der eingezogene, dreiseitig geschlossene, von Strebepfeilern gestützte Chor im Osten und die unteren Geschosse des Chorflankenturms auf quadratischem Grundriss an der Südwand des Chors stammen aus der zweiten Hälfte des 15. Jahrhunderts. In der ersten Hälfte des 18. Jahrhunderts wurde der Chorturm mit einem achteckigen Geschoss aufgestockt und mit einer Zwiebelhaube bedeckt. Der Innenraum des Langhauses ist mit einer Flachdecke überspannt, der des Chors mit einem Netzrippengewölbe.